# Grymeus yanga
Grymeus yanga là một loài nhện trong họ Oonopidae.
Loài này thuộc chi Grymeus. Grymeus yanga được miêu tả năm 1987 bởi Harvey.